# Acalolepta sulphurifera
Acalolepta sulphurifera là một loài bọ cánh cứng trong họ Cerambycidae.